# Flook
Flook – irlandzko-angielski zespół, grający głównie instrumentalną muzykę ludową. Zespół został założony w roku 1995.

## Członkowie zespołu
- Sarah Allen
- Brian Finnegan
- Ed Boyd
- John Joe Kelly

## Dyskografia
Na podstawie
- Flook! Live! (1996)
- Flatfish (1999)
- Rubai (2002)
- Haven (2005)
- Ancora (2019)